# St.-Laurentius-Kirche (Vantaa)

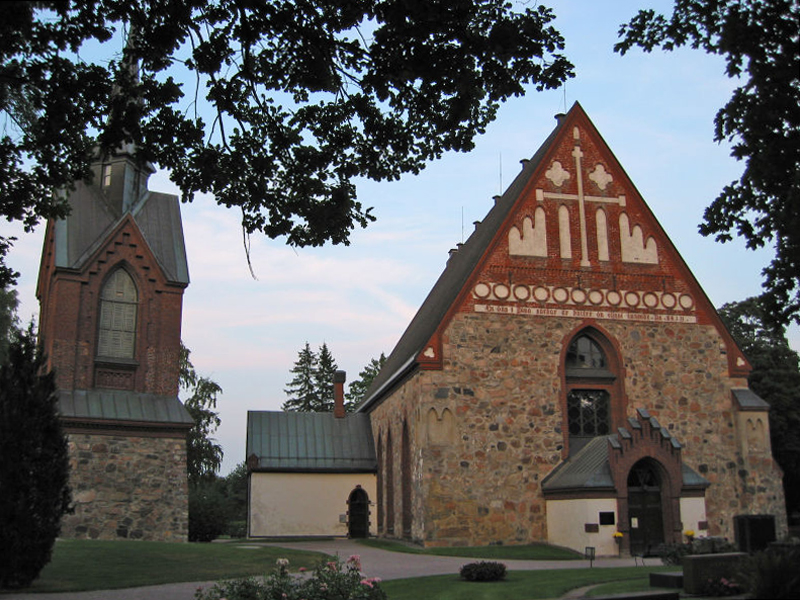
Die St.-Laurentius-Kirche (Blick von Westen)

Die St.-Laurentius-Kirche (finn. Pyhän Laurin kirkko, schwedisch Helsinge kyrka S:t Lars), auch als Kirche des Kirchspiels Helsinge (Helsingin pitäjän kirkko / Helsinge kyrka) bekannt, ist eine mittelalterliche Steinkirche in der südfinnischen Stadt Vantaa in der Region Helsinki. Die Mitte des 15. Jahrhunderts erbaute Kirche ist dem heiligen Laurentius von Rom geweiht. Die St.-Laurentius-Kirche war ehedem die Pfarrkirche des Kirchspiels Helsinge, des Vorläufers der heutigen Stadt Vantaa. Sie liegt im Stadtteil Helsingin pitäjän kirkonkylä, dem historischen Kirchdorf des Kirchspiels. Heute wird die St.-Laurentius-Kirche als Filialkirche von der Kirchengemeinde Tikkurila, einer von sieben evangelisch-lutherischen Kirchengemeinden in Vantaa, genutzt.

## Geschichte
Das Kirchspiel Helsinge, auf dessen Gebiet später im 16. Jahrhundert die Stadt Helsingfors (Helsinki) gegründet wurde, existiert seit dem späten 14. Jahrhundert, eventuell sogar schon seit Ende des 13. Jahrhunderts. Daher ist davon auszugehen, dass die St.-Laurentius-Kirche einen hölzernen Vorgängerbau hatte. Jedoch gibt es keine schriftlichen Quellen, die dies belegen könnten, und auch archäologische Untersuchungen sind nicht durchgeführt worden.
Die heutige Steinkirche entstand im Zeitraum zwischen 1450 und 1460. Deutliche Gemeinsamkeiten mit anderen mittelalterlichen Steinkirchen in Itä-Uusimaa sprechen dafür, dass die St.-Laurentius-Kirche vom sogenannten „Meister von Pernå“ gebaut wurde, demselben Baumeister, der auch für die Kirchen von Pernå, Porvoo, Sipoo, Pyhtää und Vehkalahti verantwortlich zeichnete.
Im Mai 1893 wütete in der St.-Laurentius-Kirche ein heftiger Brand. Die schwer in Mitleidenschaft gezogene Kirche wurde anschließend auf der Basis der alten Grundmauern restauriert und konnte zu Pfingsten 1894 neu geweiht werden.

## Baubeschreibung

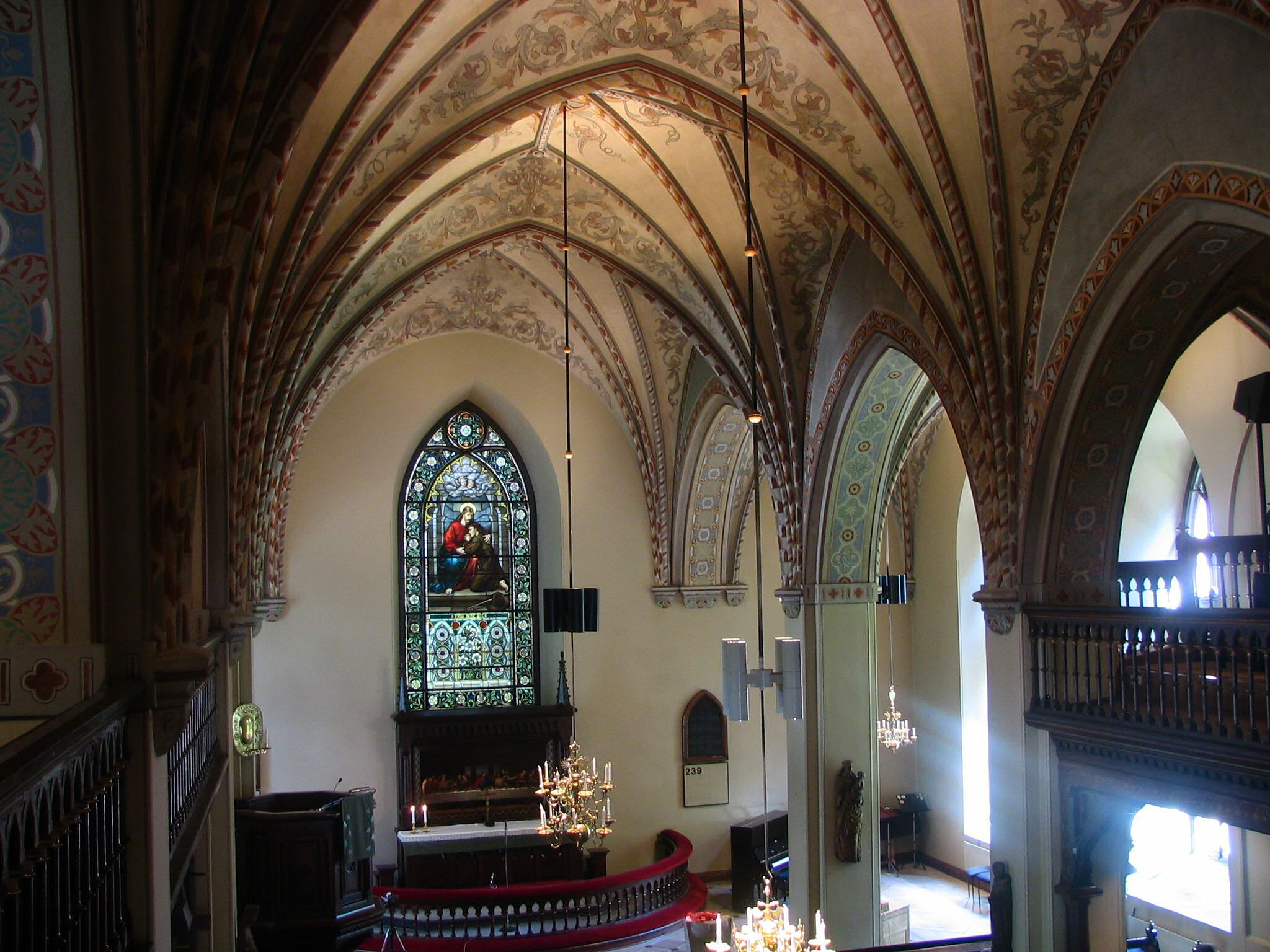
Innenraum der St.-Laurentius-Kirche

Die St.-Laurentius-Kirche ist im Wesentlichen in ihrer mittelalterlichen Gestalt erhalten geblieben, auch wenn die Restaurierungsarbeiten von 1893 ihre Spuren hinterlassen haben und bereits zuvor kleinere Änderungen an der Bausubstanz vorgenommen worden waren.
Das Langhaus der Kirche ist dreischiffig. Das Hauptschiff ist in fünf Sterngewölbe, die Seitenschiffe in jeweils fünf Kreuzgewölbe unterteilt. Das im Süden des Langhauses angeschlossene Waffenhaus ist in seiner Bausubstanz mittelalterlich, während die Sakristei an der Nordseite 1829 erneuert wurde. Die Vorhalle am Westende wurde 1830 angebaut. Über einen Kirchturm verfügt die St.-Laurentius-Kirche nicht, hingegen sind die Kirchenglocken in einem freistehenden Glockenstapel untergebracht. Dessen steinerne Basis stammt unter Umständen aus dem Mittelalter, während der Überbau nach dem Brand von 1893 gebaut wurde.
Der Innenraum der Kirche ist ein Produkt des Wiederaufbaus von 1893. Dabei wurde versucht, die alten Seccomalereien, mit denen die Gewölbe im frühen 16. Jahrhundert ausgeschmückt wurden, nachzuempfinden. Von ursprünglich acht mittelalterlichen Holzskulpturen wurden vier bei dem Brand zerstört. Die älteste der erhaltenen Skulpturen stellt eine unbekannte weibliche Heilige dar und wurde Mitte des 15. Jahrhunderts in Lübeck geschaffen. Ein einheimisches Marienbildnis, eine aus Deutschland stammende Skulptur des heiligen Dominikus und eine Skulptur des Job aus Lübeck, die heute im Nationalmuseum ausgestellt ist, stammen aus der Zeit um 1500.